# 1962年の近鉄バファローズ
1962年の近鉄バファローズでは、1962年の近鉄バファローズの動向をまとめる。
この年の近鉄バファローズは、別当薫監督の1年目のシーズンである。

## 概要
この年から球団名を「近鉄バファロー」から「近鉄バファローズ」に変更（buffaloは単複同形であり文法的には正しかったが日本人には違和感があり、米国内の他競技のチーム名ではbuffaloesとするケースも見られたため）。別当監督の初シーズンは相変わらず最下位であったものの、ジャック・ブルームフィールド（ブルーム）が.374の高打率で首位打者を獲得、またそれまで目の出なかった久保征弘が、「クボ・ボール」という独特の落ちる球を駆使し、29勝で最多勝投手を獲得するなどの活躍で、前年が首位との差が51.5ゲームだったのに対し、この年は首位・東映との差が21ゲームへと縮まった。また前年入団ながらも前監督の元で整理対象にされていた土井正博が別当監督に見出され18歳でありながら四番打者に抜擢、土井は「18歳の四番打者」として注目され、以後パ・リーグを代表する強打者へ成長する。投手陣は久保の29勝をはじめ、黒田勉とグレン・ミケンズがローテーションを守ったが打線の援護がなく、黒田は8勝23敗と大きく負け越した。打撃陣はブルーム、土井の活躍もありチーム打率リーグ2位の.252を記録するも、本塁打70本はリーグ5位に終わり、盗塁数も64個でリーグ最下位に終わった。対戦成績では優勝の東映に8勝18敗と大きく負け越したが、2位の南海に12勝14敗、4位の大毎に13勝13敗とそれぞれ健闘した。

## チーム成績

### レギュラーシーズン
| 1 | 中 | 加藤昌利 |
| 2 | 一 | 島田光二 |
| 3 | 二 | ブルーム |
| 4 | 三 | 小玉明利 |
| 5 | 右 | 関根潤三 |
| 6 | 左 | 義原武敏 |
| 7 | 遊 | 木村軍治 |
| 8 | 捕 | 吉沢岳男 |
| 9 | 投 | 板東里視 |

| 順位 | 4月終了時 | 4月終了時 | 5月終了時 | 5月終了時 | 6月終了時 | 6月終了時 | 7月終了時 | 7月終了時 | 8月終了時 | 8月終了時 | 最終成績 | 最終成績 |
| ---- | --------- | --------- | --------- | --------- | --------- | --------- | --------- | --------- | --------- | --------- | -------- | -------- |
| 1位  | 東映      | --        | 東映      | --        | 東映      | --        | 東映      | --        | 東映      | --        | 東映     | --       |
| 2位  | 西鉄      | 4.5       | 大毎      | 6.0       | 大毎      | 9.5       | 阪急      | 15.0      | 南海      | 10.5      | 南海     | 5.0      |
| 3位  | 阪急      | 6.5       | 阪急      | 6.0       | 阪急      | 12.5      | 大毎      | 16.0      | 阪急      | 13.0      | 西鉄     | 16.0     |
| 4位  | 大毎      | 6.5       | 西鉄      | 9.0       | 近鉄      | 14.0      | 南海      | 17.0      | 西鉄      | 14.0      | 阪急     | 18.0     |
| 5位  | 近鉄      | 8.5       | 近鉄      | 11.5      | 西鉄      | 14.5      | 近鉄      | 19.5      | 大毎      | 17.5      | 大毎     | 18.0     |
| 6位  | 南海      | 10.0      | 南海      | 15.5      | 南海      | 18.5      | 西鉄      | 19.5      | 近鉄      | 20.0      | 近鉄     | 21.0     |

| 順位 | 球団               | 勝 | 敗 | 分 | 勝率 | 差   |
| 1位  | 東映フライヤーズ   | 78 | 52 | 3  | .600 | 優勝 |
| 2位  | 南海ホークス       | 73 | 57 | 3  | .562 | 5.0  |
| 3位  | 西鉄ライオンズ     | 62 | 68 | 6  | .477 | 16.0 |
| 4位  | 毎日大映オリオンズ | 60 | 70 | 2  | .462 | 18.0 |
| 4位  | 阪急ブレーブス     | 60 | 70 | 1  | .462 | 18.0 |
| 6位  | 近鉄バファローズ   | 57 | 73 | 1  | .438 | 21.0 |

## オールスターゲーム1962
| コーチ     | 別当薫   |          |
| ファン投票 | ブルーム | 小玉明利 |
| 監督推薦   | 久保征弘 | 関根潤三 |

## 表彰選手
| リーグ・リーダー | リーグ・リーダー | リーグ・リーダー | リーグ・リーダー |
| 選手名           | タイトル         | 成績             | 回数             |
| ---------------- | ---------------- | ---------------- | ---------------- |
| ブルーム         | 首位打者         | .374             | 初受賞           |
| 久保征弘         | 最多勝利         | 28勝             | 初受賞           |

| ベストナイン | ベストナイン | ベストナイン |
| 選手名       | ポジション   | 回数         |
| ------------ | ------------ | ------------ |
| ブルーム     | 二塁手       | 初受賞       |
| 小玉明利     | 三塁手       | 2年ぶり2度目 |